# A More Perfect Union
"A More Perfect Union" (em português: Uma União Mais Perfeita) é um discurso proferido pelo então senador Barack Obama em 18 de março de 2008 no decorrer das eleições primárias do Partido Democrata de 2008 pela indicação do Partido Democrata à presidência dos Estados Unidos. O título do discurso foi retirado do Preâmbulo da Constituição dos Estados Unidos.
Proferido perante uma plateia no National Constitution Center, na Filadélfia, Pensilvânia, nele Obama respondeu ao aumeno da atenção dada às polêmicas declarações do reverendo Jeremiah Wright, seu ex-pastor e, até pouco antes do discurso, um membro da sua campanha. Obama enquadrou sua resposta na questão mais ampla da raça nos Estados Unidos. Obama abordou os temas das tensões raciais, os privilégios brancos, e a desigualdade racial nos Estados Unidos, discutindo a "raiva" negra, o "recentimento" branco, e outras questões com as quais ele procurou justificar e contextualizar os comentários do reverendo Wright. Seu discurso termina com um apelo para ir além do "impasse racial", por meio de uma responsabilidade compartilhada dos problemas sociais.
Em 27 de março de 2008, o Pew Research Center classificou o discurso como "sem dúvida o maior evento político da campanha até agora", notando que 85 por cento dos americanos disseram que ouviram pelo menos um trecho do discurso e que 54 por cento disseram ter ouvido grande parte ou mesmo toda a fala. A revista The New Yorker opinou que o discurso ajudou a eleger Obama como presidente dos Estados Unidos.